# Lee Ji-ham
Lee Ji-ham (1517-1578) est un écrivain coréen de la dynastie de Joseon qui a utilisé le nom de plume de Tojeong (une personne qui vit dans une maison de terre).

## Histoire
Son livre de prédictions, Les secrets de Tojeong (토정비결), a eu un grand succès, en particulier au XIXe siècle car il avait été capable de prédire l'invasion japonaise de 1592 et le massacre des lettrés.
Né à Boryeong, il a été l'élève du naturaliste Seo Gyeong-dok qui lui enseigna la médecine,  les mathématiques et l'astronomie ce qui l'aida à améliorer ses prédictions. Comme il était en contact avec le milieu des marchands, il a défendu les nouvelles idées sociales et ses autres œuvres s'attachent à démontrer l'importance du commerce et à encourager les sciences et le développement des ressources.

## Référence
- Les Coréens dans l'histoire, « Lee Ji-ham, un sage avisé pour le peuple  », KBSworld, le 21 avril 2011.